# Río Magdalena (Ciudad de México)
El río Magdalena es un curso de agua natural que fluye completamente dentro de los límites territoriales de la Ciudad de México. Es uno de los dos cursos a cielo abierto que aún subsisten en la entidad.
El río nace en la zona de bosque templado al suroeste de la Ciudad de México. Cuenta con alrededor de 20 kilómetros de longitud y es considerado el escurrimiento en mejor estado de conservación de la entidad. Si bien existen otros ríos en la Ciudad de México, estos son intermitentes, lo que hace del río Magdalena el único con flujo de agua permanente. Esto permite que sea aprovechado, en parte, para el consumo humano.
Se le confunde en ocasiones con el río San Ángel, que corre por la colonia Atlamaya, y de manera subterránea entre las de San Ángel Inn y Tlacopac (calle León Felipe), así como por la Guadalupe Inn (calle río san Ángel).

## Geografía
El río Magdalena tiene su origen en el paraje de Cieneguillas, un llano ubicado a 3650 m s. n. m. en el cerro de La Palma dentro de la Sierra de las Cruces, específicamente en la demarcación Cuajimalpa de Morelos. Es abastecido constantemente por varios manantiales, lo que asegura un flujo de agua ininterrumpido durante todo el año. 
Corre a cielo abierto por la zona de suelo de conservación de La Magdalena Contreras a lo largo de 14 kilómetros. Desciende por la cañada de Contreras y atraviesa los cuatro dinámos del Parque Nacional Los Dinamos. Su tramo natural concluye en el parque La Cañada, donde termina la zona de conservación. A partir de este punto, el río atraviesa zonas urbanas por otros 14 kilómetros. Se une al río Eslava, cruza el Periférico y finalmente llega a la presa Anzaldo. El siguiente tramo fue entubado en la década de 1930 como parte de las obras de modernización y sanidad urbana, y de esa manera atraviesa San Jerónimo Aculco, Tizapán (calle río Magdalena, actual eje 10 Sur), San Ángel y Chimalistac (calle Paseo del Río), en la Álvaro Obregón. Vuelve a salir a la superficie junto a la iglesia de Panzacola, corre a lo largo del parque Viveros de Coyoacán, se une con el río Mixcoac y desemboca en el río Churubusco.

## Hidrografía

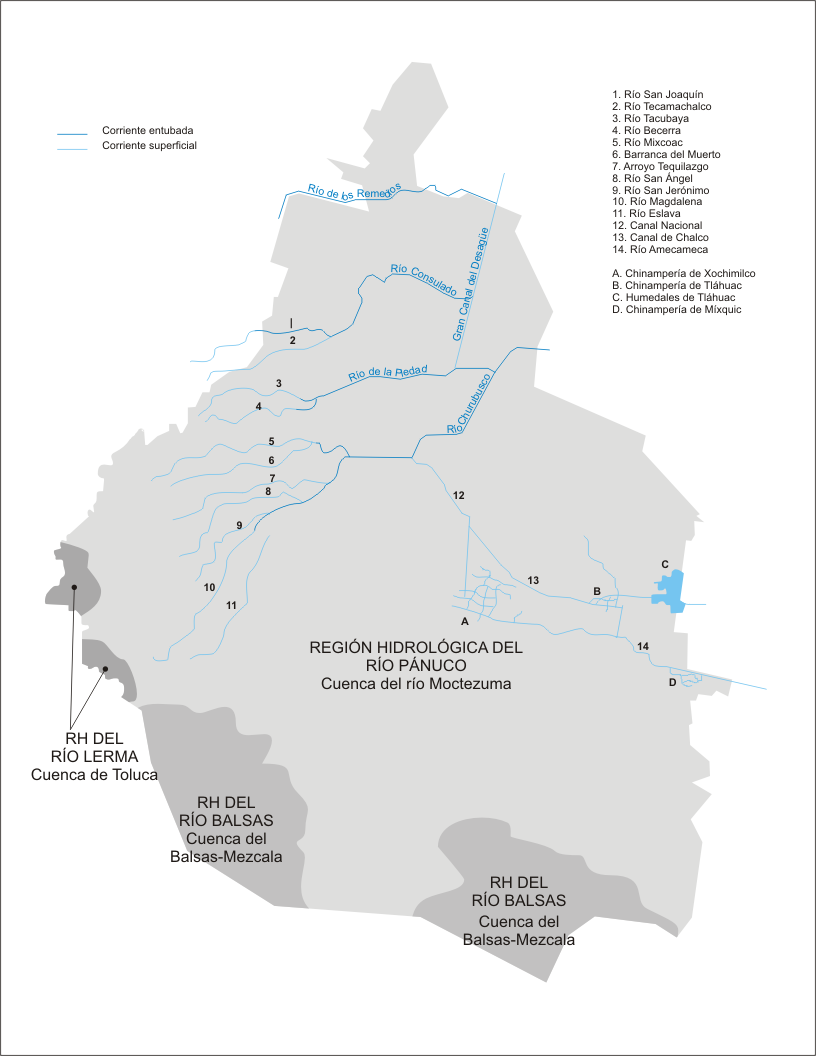
Mapa hidrológico del Distrito Federal.

Forma parte de la cuenca del río Moctezuma, que a su vez integra la Región Hidrológica del Pánuco. El suelo de la cuenca del río Magdalena localizado en zona de reserva ecológica permite la infiltración del agua de lluvia en un nivel muy alto; sin embargo, gran parte de esta superficie se encuentra en proceso de avanzada deforestación, pues la zona se ha visto invadida por la mancha urbana.
Su longitud total es de 28 km y se ha estimado su caudal medio en 20 millones de metros cúbicos/año. Su flujo es permanente y alcanza un promedio de 1 m³/s, con picos en temporada de lluvias de hasta 20 m³/s. Aunque su caudal no es muy abundante, el Río Magdalena aporta aproximadamente 200 litros por segundo, lo que representa cerca del 1% del suministro de agua de la Ciudad de México.

## Conservación
El río Magdalena desempeña un papel crucial en el ecosistema local, sustentando bosques de pino y oyamel, así como diversas especies de fauna, incluyendo el lince, venado cola blanca, coyote y el ajolote de arroyo de montaña. Este último es considerado un bioindicador de la calidad del agua.
La Secretaría de Medio Ambiente de la Ciudad de México ha implementado medidas de conservación, como la construcción de presas de gavión, para asegurar su flujo y retener sedimentos.

## Historia
La zona donde se origina el río era llamada Atlitic o ‘lugar donde abunda el agua’ por los grupos indígenas. Pertenecía al señorío o altépetl de Coyoacán, y originalmente había en los cerros numerosos santuarios dedicados al dios Tláloc. En la época colonial fue parte del Marquesado del Valle de Oaxaca, de Hernán Cortés, y fue reconocida como patrimonio del cacique y gobernador de Coyoacán, Juan de Guzmán Ixtolinque. Cortés encargó a los frailes dominicos del convento de Coyoacán la congregación y conversión de los indígenas de esta región. Así se fundó el pueblo e iglesia de María Magdalena Atlitic, que dio nombre al río.
Desde el siglo XVI se establecieron a lo largo del río batanes que aprovechaban su capacidad hidráulica. A fines del siglo XIX se instalaron en Los Dinamos cuatro plantas generadoras de energía eléctrica para abastecer las fábricas textiles de La Magdalena, La Alpina, Puente Sierra y El Águila. Asimismo en Tizapán se ubicaron la fábrica textil de La Hormiga, y la papelera Loreto y Peña Pobre, en la actual Alcaldía Álvaro Obregón, que aprovecharon el río para generación de electricidad y desagüe de residuos. El desarrollo urbano del siglo XX contribuyó a la contaminación del río, al ser usado como vertedero de aguas negras. Por esta razón fue parcialmente entubado en los años treinta.
En la actualidad, representa una importante fuente de abastecimiento de agua para la ciudad, aportando cerca de 200 litros por segundo a la red de agua potable. Es la fuente superficial de agua más significativa de la Ciudad de México, ya que el agua desciende por gravedad, a diferencia de otros sistemas de suministro, como el Cutzamala, que requiere bombeo, lo que implica costos más elevados.
La parte alta del río tiene actualmente una calidad satisfactoria y el agua es utilizada para criaderos de truchas. Existe una planta potabilizadora en Los Dinamos. Al ingresar a la zona urbana, la calidad decrece por los desagües y desechos domésticos.  Varios proyectos se han realizado en fechas recientes para recuperar el río y su cuenca.

## Puntos de interés
- Parque y Corredor Eco-turístico "Los Dinamos". Este bosque recibió dicho nombre en tiempos del porfiriato cuando el bosque se seccionó en 4 y en cada uno de ellos se instaló un Dinamo, (máquina que generaba energía hidroeléctrica) que alimentaba de energía a 4 de las fábricas textileras de Magdalena Contreras; La alpina, La magdalena y el Águila.  Tiene una extensión de más de 2,429 hectáreas, con un relieve montañoso y considerado suelo de conservación ecológica, perteneciente desde tiempos de la Corona y reconocido oficialmente por el gobierno en 1975 en el Diario oficial de la federación como propiedad de la Comunidad Agraria Magdalena Atlitic.

- Casa de las Bellas Artes "Juventino Rosas", ubicada en la antigua casa de los dueños de la fábrica textil El Águila, de Magdalena Contreras. A corta distancia se halla el Foro Cultural donde estuvieron las instalaciones de la fábrica.[8]

- Centro Comercial Plaza Loreto y Museo Soumaya, ubicados en el antiguo edificio de la Fábrica de Papel Loreto y Peña Pobre.

- Museo de El Carmen, antiguo convento e iglesia de los carmelitas, construido principios del siglo XVII, donde los religiosos realizaron numerosas obras hidráulicas para irrigar sus huertas.

- Chimalistac, donde estuvieron las huertas del convento del Carmen, y en la calle de Paseo del Río se conservan varios antiguos puentes de piedra.

## Galería

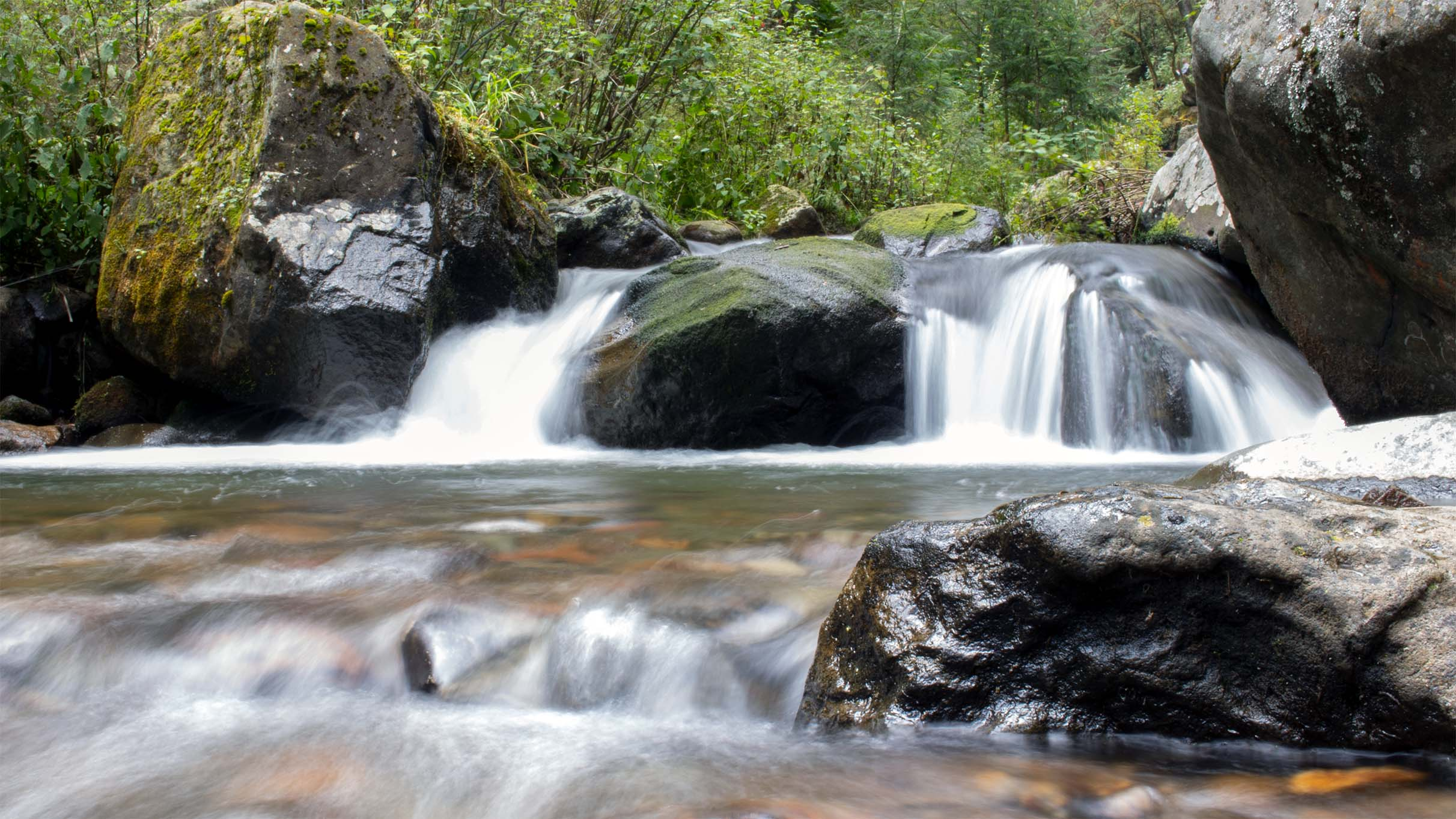
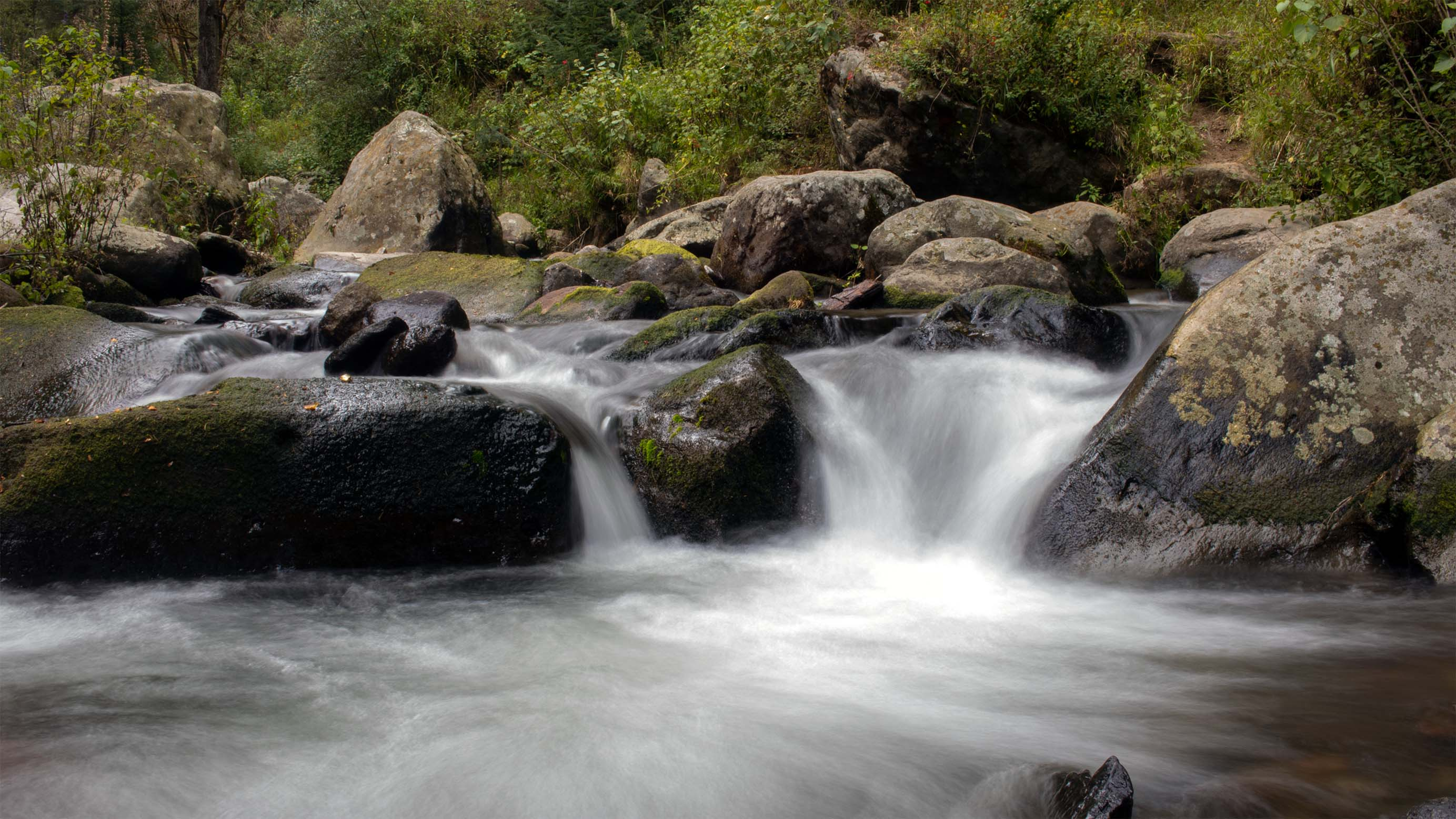